# Київський столичний університет імені Бориса Грінченка
Київський столичний університет імені Бориса Грінченка (офіційна скорочена назва — Університет Грінченка) — заклад вищої освіти у місті Києві. Організаційно-правова форма — комунальна організація (установа, заклад).
23 червня 2022 року Київський університет імені Бориса Грінченка та Київську академію мистецтв об'єднали в один виш. Назва нового вишу — Київський столичний університет імені Бориса Грінченка.
28 вересня 1903 року прийнято вважати днем заснування Київського університету імені Бориса Грінченка. Шляхом утворення і злиття закладів підготовки педагогів, зокрема київських міських педагогічних училищ, інституту удосконалення вчителів, у 2002 році був утворений Київський міський педагогічний університет імені Бориса Грінченка, який у 2009 році отримав сучасну назву. Зі зміною назви університет трансформувався від профільного педагогічного до багатопрофільного класичного.
У структурі Університету функціонує 13 факультетів, 1 інститут і фаховий коледж, навчається понад 9 тис. студентів. Щорічно в університеті підвищують кваліфікацію близько 6 тис. вчителів і керівників ЗНЗ м. Києва.
Університет пропонує 55 програм магістерського рівня та 49 — рівня бакалавра. В Університеті діє Докторська школа.

## Науково-педагогічний склад
До науково-педагогічного складу університету (у тому числі сумісники) входять[коли?] 2 дійсних члена (академіка) НАПН України, 1 член-кореспондент НАПН України, 9 заслужених артистів України, 4 заслужені вчителі України, 4 заслужені діячі науки і техніки України, 6 заслужених діячів мистецтв України, 5 заслужених журналістів України, 1 заслужений працівник культури України, 1 заслужений працівник народної освіти України, 5 заслужених працівників освіти України, 2 заслужених тренери України, 1 заслужений художник України, 2 заслужених юриста України, 15 майстрів спорту України, 7 майстрів спорту міжнародного класу, 6 народних артистів України, 1 народний художник України, 116 професорів і докторів наук та 297 кандидатів наук.

## Корпоративна культура
В основу корпоративної культури Університету покладено філософію лідерства-служіння, що сповідує розвиток людини й розбудову людських стосунків як найважливіші суспільні цінності, формування почуття відповідальності — як основний інструмент саморозвитку та побудови міжособистісних відносин на засадах довіри та підтримки.
Місія — служити людині, громаді, суспільству.
Візія — розвивати корпоративну культуру лідерства, забезпечувати впровадження університетського стандарту освіти і наукових досліджень; створювати сприятливе середовище, інфраструктуру та умови для розвитку особистості, мобільності викладачів та студентів; служити територіальній громаді міста Києва.
Ключові цінності: людина, громада, довіра, духовність, відповідальність, професіоналізм, лідерство-служіння, громадянська ідентичність, свобода, різноманіття.
27 жовтня 2016 року на засіданні Вченої ради Університету відбулось підписання Декларації про академічну доброчесність та Декларації про дотримання Кодексу корпоративної культури Університету.

## Освітня і наукова база, інститути та факультети
До розподіленої кампусної структури університету входять:
- адміністративний корпус (на вул. Бульварно-Кудрявська, 18/2);
- навчальні корпуси (на просп. П. Тичини, 17, вул. Левка Лук'яненка, 13-б, просп. Л. Каденюка, 16 та бул. І. Шамо, 18/2).
- гуртожитки (бульвар І. Шамо, 18/2, вул. Старосільська, 2)

Рішенням Вченої ради Київського університету імені Бориса Грінченка від 28 червня 2022 року (протокол № 6), введеним в дію наказом від 28.06.2022 № 298, затверджено зміни у структурі Університету з 01 вересня 2022 року
- Факультет економіки та управління
- Факультет журналістики
- Факультет здоров'я, фізичного виховання і спорту
- Факультет інформаційних технологій та математики
- Факультет музичного мистецтва і хореографії
- Факультет образотворчого мистецтва і дизайну
- Факультет педагогічної освіти
- Факультет права та міжнародних відносин
- Факультет психології, соціальної роботи та спеціальної освіти
- Факультет романо-германської філології
- Факультет суспільно-гуманітарних наук
- Факультет східних мов
- Факультет української філології, культури і мистецтва

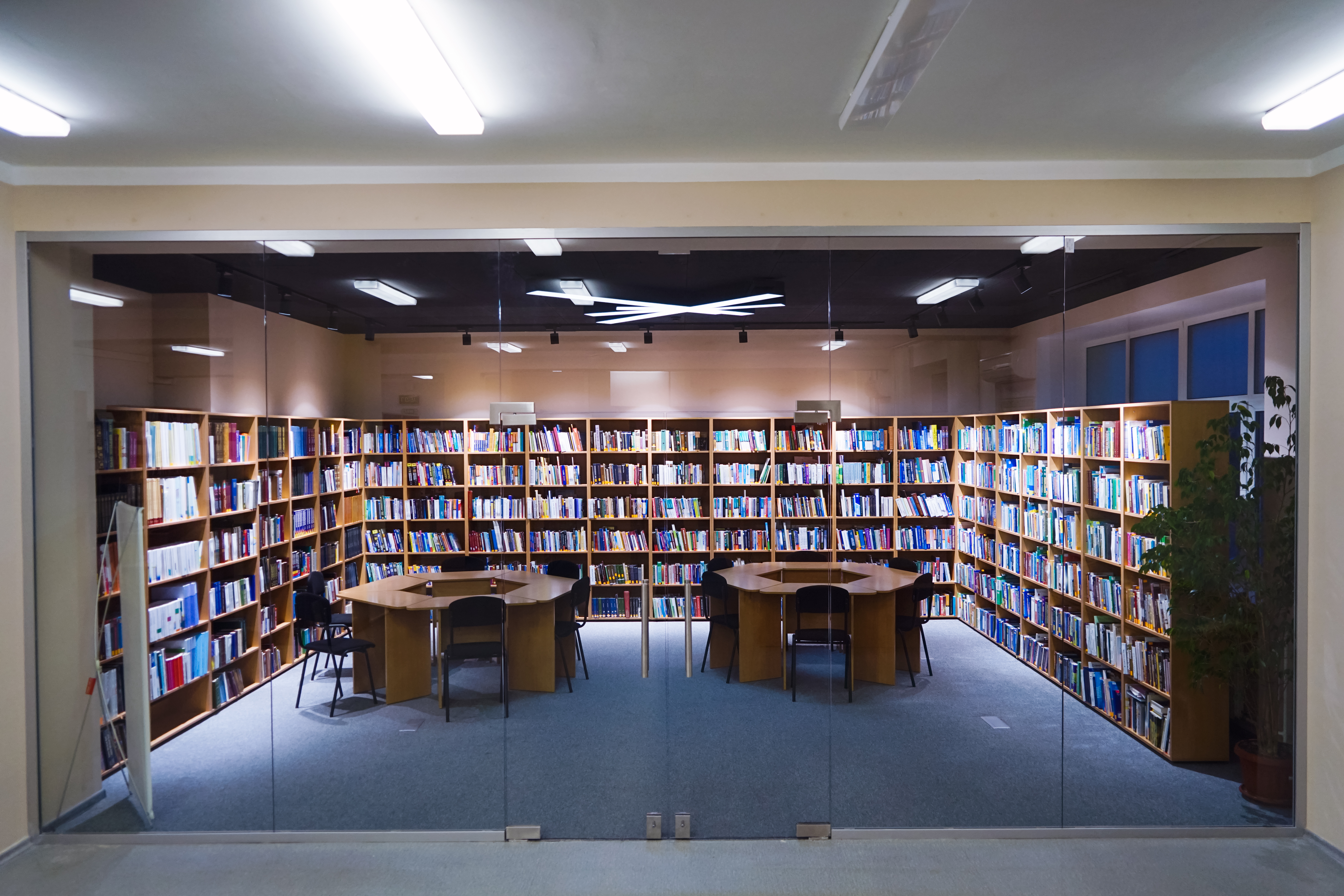
Коворкінг в університетській бібліотеці

- Інститут післядипломної освіти
- Фаховий коледж «Універсум»
- Докторська школаКоворкінг в університетській бібліотеці

## Керівництво університету
- Віннікова Наталія Миколаївна, доктор філологічних наук, професор — проректор з наукової роботи, голова Вченої ради.
- Жильцов Олексій Борисович, кандидат педагогічних наук, професор, заслужений працівник освіти України — проректор з науково-методичної та навчальної роботи.
- Турунцев Олександр Петрович, заслужений працівник освіти України — в.о. ректора, проректор з організаційних питань та адміністративно-господарської роботи.
- Морзе Наталія Вікторівна — доктор педагогічних наук, професор. Академік АН ВШ України з 2010. Член-кореспондент Національної академії педагогічних наук України з 2010 — проректор з інформатизації навчально-наукової та управлінської діяльності (до 2019 року).
- Бондарева Олена Євгенівна — український науковець, письменниця, доктор філологічних наук, професор. Член Національної спілки письменників України, Національної спілки театральних діячів України — проректор з науково-методичної роботи та розвитку лідерства (до 2020 року).
- Гриневич Лілія Михайлівна — український освітній та державний діяч і політик, Народний депутат України 7-го та 8-го скликань, Міністр освіти і науки України в уряді Володимира Гройсмана. Член політичної партії Народний фронт. Кандидат педагогічних наук, доцент — проректор з науково-педагогічної та міжнародної діяльності (від 05.11.2019 року)[6]. З 2022 року перший проректор.
- Бацак Костянтин Юрійович, кандидат історичних наук, доцент — проректор з науково-методичної, соціально-гуманітарної роботи та лідерства (з 2020 року).
- Огризко Володимир Станіславович, кандидат історичних наук, український дипломат, міністр закордонних справ України з грудня 2007 до березня 2009. Надзвичайний і повноважний посол України (1996) — проректор з міжнародної діяльності (до 2023 року).
- Ємець Леонід Олександрович, доктор юридичних наук, професор, заслужений юрис України, український правознавець і політик, народний депутат України 7-го та 8-го скликань. Депутат Київради — проректор з науково-методичної роботи, зв'язків з органами державної влади та місцевого самоврядування (з 2022 року).
- Яцків Ярослав Степанович — голова Наглядової ради.

## Почесні професори
- Грінченко Борис Дмитрович — український письменник, педагог, лексикограф, літературознавець, етнограф, історик, публіцист, громадсько-культурний діяч.
- Савченко Олександра Яківна — український педагог, головний науковий співробітник Науково-дослідного інституту педагогіки, віце-президент, академік Національної академії педагогічних наук України, доктор педагогічних наук, професор, заслужений працівник освіти України[7].
- Кремень Василь Григорович — український вчений, державний, політичний та громадський діяч, президент НАПН України.
- Сухомлинська Ольга Василівна — український педагог, академік Національної академії педагогічних наук України, доктор педагогічних наук (1991), професор, заслужений діяч науки і техніки України (1997), донька відомого педагога Василя Сухомлинського.
- Яременко Василь Васильович — український філолог, професор.
- Кравчук Леонід Макарович — перший Президент України після здобуття нею незалежності (1991–1994), Голова Верховної Ради України у 1990–1991 роках, Народний депутат України у 1990–1991 та 1994–2006 роках, Герой України (2001).
- Драч Іван Федорович — український поет, перекладач, кіносценарист, драматург, державний і громадський діяч. Член КПРС (1959—1990). Перший головаНародного Руху України (1989). Герой України (2006).
- Гаврилишин Богдан Дмитрович — український, канадський, швейцарський економіст, громадський діяч, меценат, дійсний член Римського клубу, президент Фонду Богдана Гаврилишина.
- Губерський Леонід Васильович –  ректор Київського національного університету імені Тараса Шевченка[1], доктор філософських наук, професор, академік НАН України, НАПН України та АН ВШ України, заслужений працівник народної освіти України (1996), Герой України (2009).
- Гриневич Лілія Михайлівна — український освітній та державний діяч іполітик, Народний депутат України 7-го і 8-го скликань, Міністр освіти і науки України в уряді Володимира Гройсмана. Член політичної партії Народний фронт. Кандидат наук.
- Гуцал Віктор Омелянович – диригент, композитор, професор, народний артист України, лауреат Державної премії імені Тараса Шевченка (1992), художній керівник Національного академічного оркестру народних інструментів України.
- Левовицький Тадеуш — професор, доктор хабілітований з гуманітарних наук у галузі педагогіки, почесний ректор Вищої педагогічної школи Спілки польських вчителів (м. Варшава, Польща), іноземний член НАПН України.
- Карл Гольц — доктор наук, професор спеціальної педагогіки та психології Гейдельберзького університету освіти (Німеччина).
- Маршал Крістенсен — доктор історичних наук, професор, засновник Міжнародної організації Co-Serve International (США).
- Серіф Алі Текалан – ректор Університету Фатіх (м. Стамбул, Туреччина).
- Новохатько Леонід Михайлович – міністр культури України (2013—2014). Доктор історичних наук, професор, Заслужений діяч науки і техніки України.
- Корсунський Сергій Володимирович — Надзвичайний і Повноважний Посол України в Японії, доктор фізико-математичних наук, заслужений економіст України.
- Огнев'юк Віктор Олександрович (1959—2022) — доктор філософських наук, професор, академік Національної академії педагогічних наук України, ректор (до 2022 року)[8].
- Йошіхіко Окабе  — Почесний консул України в м. Кобе (Японія), професор, директор міжнародного центру обмінів Університету Кобе Гакуїн, японський українознавець, громадський діяч.

## Історія

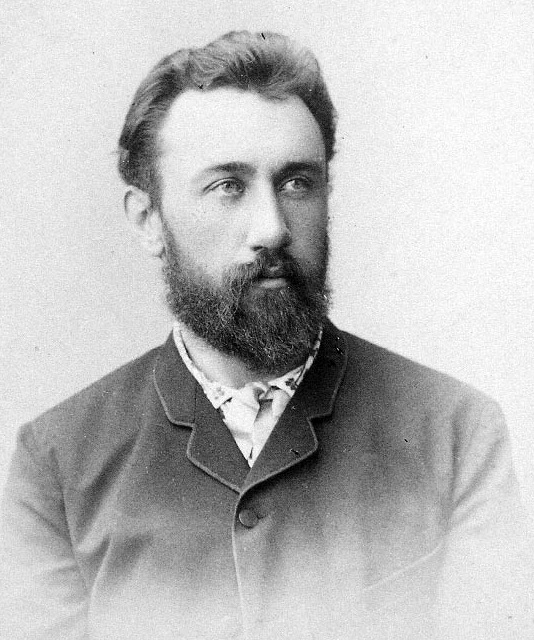
Борис Грінченко — український громадсько-культурний діяч, в честь якого названо університет (1883)

- 16 березня 1874 — відкрито педагогічні курси удосконалення вчителів початкових народних училищ Київського навчального округу.
- 1919 — у Києві розпочав роботу Педагогічний інститут імені Б. Д. Грінченка, згодом реформований у Київські педагогічні курси імені Б. Д. Грінченка.
- 1922 — утворені Вищі трирічні педагогічні курси імені Бориса Грінченка шляхом об'єднання педагогічних курсів імені Бориса Грінченка з педагогічними курсами імені Костянтина Ушинського.
- 5 лютого 1939 — засновано Київський міський інститут удосконалення вчителів.
- 23 серпня 1963 — утворено Київське міське педагогічне училище.
- 1978 — Київському міському педагогічному училищу присвоєно ім'я Надії Крупської.
- 30 липня 1979 — створено Київське педагогічне училище № 2.
- 11 травня 1985 — утворено Київське педагогічне училище № 3.
- 1988 — у Київському інституті удосконалення вчителів відкрито перші кафедри: суспільних дисциплін, початкового навчання, психології.
- 1991 — на базі Київського міського та обласного інститутів удосконалення вчителів створено Київський міжрегіональний інститут удосконалення вчителів.
- 27 липня 1991 — Київському педагогічному училищу № 2 присвоєно ім'я Костянтина Ушинського.
- 17 грудня 1993 — Київському міжрегіональному інституту удосконалення вчителів присвоєно ім'я Бориса Грінченка.
- 1993 — на базі Київського міського педагогічного училища імені Н. К. Крупської утворено Київський міський педагогічний коледж при Київському національному університеті імені Тараса Шевченка.
- 26 серпня 1994 — на базі Київського педагогічного училища № 2 імені Костянтина Ушинського утворено Київський педагогічний коледж імені К. Д. Ушинського.
- 20 серпня 1995 — на базі Київського педагогічного училища № 3 утворено Київський міський педагогічний коледж.
- 20 червня 2002 — Київський міжрегіональний інститут удосконалення вчителів імені Бориса Грінченка реорганізований у Київський міський педагогічний університет імені Бориса Грінченка[9].
- 22 серпня 2007 — Рішенням Київради затверджено Концепцію цілісної системи підготовки і підвищення кваліфікації педагогічних кадрів м. Києва. До структури Університету ввійшли муніципальні педагогічні коледжі м. Києва: Київський міський педагогічний коледж при Київському національному університеті імені Тараса Шевченка, Київський педагогічний коледж імені К. Д. Ушинського, Київський міський педагогічний коледж.
- 1 вересня 2007 — на базі факультету післядипломної педагогічної освіти в структурі Університету створено Інститут післядипломної педагогічної освіти.
- Вересень 2008 — розроблено та схвалено рішенням Вченої ради Концепцію розвитку Університету на 2008—2012 роки.
- 1 січня 2008 — у структурі Університету розпочинають діяльність: Інститут психології та соціальної педагогіки, Гуманітарний інститут, Інститут дошкільної, початкової та мистецької освіти, Університетський коледж.
- 20 травня 2008 — відкрито новий навчальний корпус університету по вул. Маршала Тимошенка, 13-Б.
- 1 вересня 2008 — у структурі Університету розпочав діяльність Інститут лідерства, освітнього законодавства і політики.
- 2008/2009 навчальний рік — акредитовано 10 спеціальностей за IV рівнем (магістратура).
- 8 жовтня 2009 — Рішенням Київської міської ради Київський міський педагогічний університет імені Б. Д. Грінченка перейменовано у Київський університет імені Бориса Грінченка. Зі зміною назви університет трансформувався від профільного педагогічного до багатопрофільного класичного.
- 17 вересня 2010 — ректор Університету В. О. Огнев'юк підписав Велику Хартію Університетів у м. Болонья (Італія).
- 30 березня 2010 — Державна акредитація комісія ухвалила рішення про акредитацію Київського університету імені Бориса Грінченка за IV рівнем.Пам'ятник Борису Грінченку, відкритий 22 серпня 2011 року, з нагоди 20-річчя Незалежності України

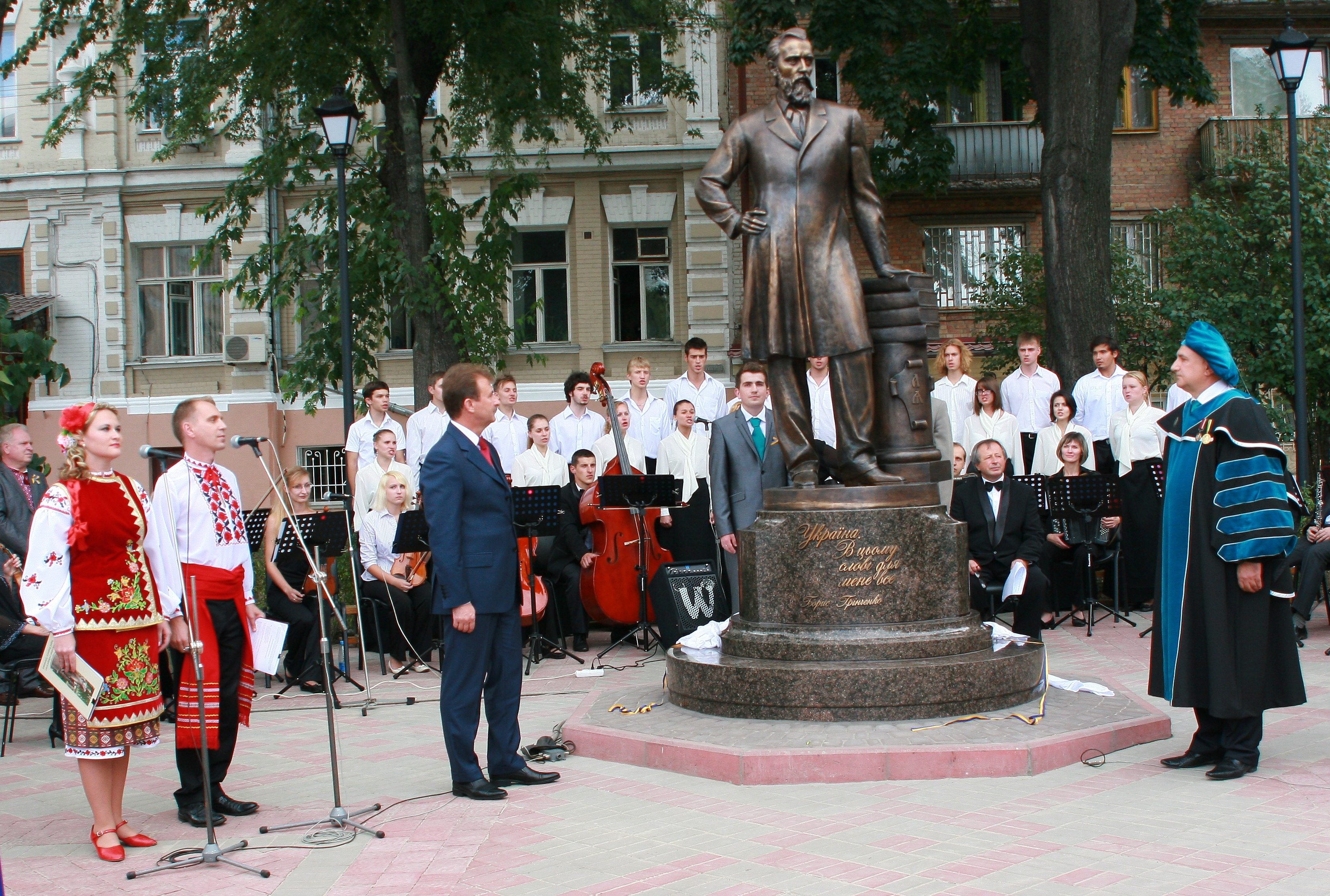
Пам'ятник Борису Грінченку, відкритий 22 серпня 2011 року, з нагоди 20-річчя Незалежності України

- У 2010 році Університет увійшов до рейтингу 200 найкращих вищих навчальних закладів України
- 22 серпня 2011 — урочисто відкрито пам'ятник Борису Дмитровичу Грінченку, споруджений коштом студентів, викладачів Університету та працівників освіти м. Києва за підтримки Київської міської державної адміністрації та Шевченківської районної у м. Києві державної адміністрації.
- Грудень 2013 — ректорат університету висловив свою громадянську позицію у відкритому зверненні до Президента та Верховної Ради України, у якому засудив силовий розгін мирного протесту студентів на Євромайдані у Києві 30 листопада 2013 року. Звернення було поширене через засоби масової інформації та на сайті університету[10].
- 2017 — університет перейшов на нову освітню стратегію[11].
- 2018 — збірна футбольна команда університету здобула бронзу на Європейських студентських іграх в Коїмбрі (Португалія[12]).
- 1 вересня 2022 — розпочала діяльність Дистанційна школа «Нова генерація» для учнів 10-11 класів[13].
- 28 лютого 2023 — в Київському університеті імені Бориса Грінченка відбулася презентація книги «Заборонити рашизм».[14][15][16][17][18]
- 30 березня 2023 — Рішенням Вченої ради Університету було затверджено «Стратегію розвитку Київського столичного університету імені Бориса Грінченка на 2023—2027 роки»
- 10 квітня 2023 — відкрито меморіальну дошку Віктору Огнев'юку (автор барельєфу, скульптор Микола Зноба, архітектор Вероніка Дірова) на фасаді корпусу Київського університету імені Бориса Грінченка (вул. Левка Лук'яненка, 13-б)[19][20][21].

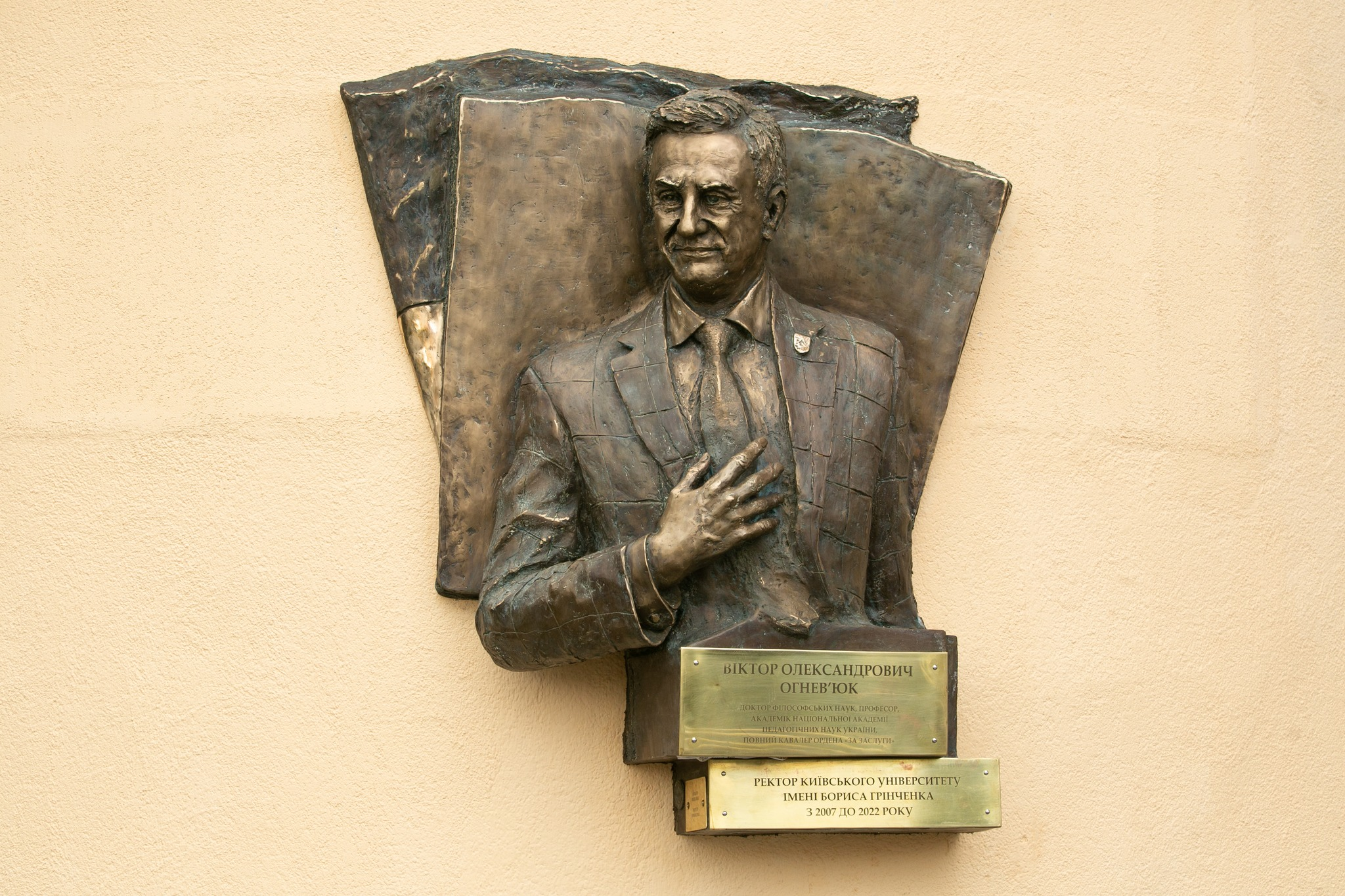
Меморіальна дошка Віктору Огнев'юку, відкрита 10 квітня 2023 року

- 9 серпня 2023 — в університеті запровадили мораторій на публічне використання російськомовного культурного продукту[22].
- Червень 2024 — університет вперше потрапив до SCImago Institutions Rankings, де зайняв І місце серед 49 українських університетів, представлених у цьому рейтингу[23].

## Діяльність
У листопаді 2010 року розпочалась реалізація соціального проєкту «Київський університет імені Бориса Грінченка — киянам» (нині — «З Києвом і для Києва»), яка була організована викладачами та студентами цього університету за підтримки голови КМДА. Киянам пропонувалося відвідувати: мовні школи, клуби за інтересами, дискусії, консультації, тренінгові заняття; творчі гуртки, студії (хореографічні, образотворчі, вокальні, музичні), концертні програми, конкурси; оздоровчі програми, спортивні секції, змагання. Також безкоштовне отримання послуг в рамках даного проекту надається дітям бійців Операції об'єднаних сил тих, які загинули під час бойових дій в зоні АТО або внаслідок поранення; громадянам, які мають статус переселенця; ветеранам Другої світової війни; сиротам та дітям, позбавлених батьківського піклування; інвалідам; дітям із малозабезпечених сімей; дітям із багатодітних сімей (5 та більше осіб до 18 років).
30 січня 2011 року в рамках цього проєкту в залі університету вперше пролунала українською мовою опера «Служниця-пані» Джованні Баттіста Перголезі. Переклад здійснив Максим Стріха, завідувач кафедри перекладу цього університету.
При університеті створено хор студентів «Magnificat». Художній керівник — Юрченко Мстислав Сергійович.
У 2017 році було запроваджено нову освітню стратегію.

## Міжнародна співпраця
Університет є підписантом Великої Хартії університетів; членом Міжнародної асоціації університетів, Європейської асоціації університетів, Європейської асоціації освіти дорослих.
Університет співпрацює з навчальними закладами США, Болгарії, Китаю, Франції, Ізраїлю, Німеччини, Італії, Казахстану, Латвії, Литви, Польщі, Португалії, Словаччини, Іспанії, Швейцарії, Туреччини, Греції, Кіпру, Парагваю, Чехії.
Взаємодіє зі Світовим Банком, Британською Радою, Альянсом USETI. Університет — учасник міжнародних проектів за підтримки Європейської Комісії: 7-ї рамкової програми на тему «Міжнародна науково-дослідницька мережа з вивчення та розробки нових технологій і методів для інноваційної педагогіки в галузі ІКТ, електронного навчання та міжкультурних компетентностей (IRNet)», програми «ТЕМПУС» на теми: «Розвиток системи вбудованих курсів за допомогою інноваційних віртуальних підходів для інтеграції дослідження, освіти і виробництва в Україні, Грузії, Вірменії (Desire)», «Освіта задля розвитку лідерства, інтелекту і таланту (ELITE)».

## Визнання
- 2025 — один із 61 українських ВНЗ у списку найкращих університетів світу за версією SCImago Institutions Rankings (Іспанія)[27]